# Challenge mondial de course en montagne longue distance 2010
Navigation
2009 2011
Le Challenge mondial de course en montagne longue distance 2010 est une compétition de course en montagne qui s'est déroulée le 21 août 2010 à Manitou Springs aux États-Unis. Contrairement à 2006, c'est cette fois l'ascension de Pikes Peak qui accueille les championnats. Il s'agit de la septième édition de l'épreuve.

## Résultats
Dans la course masculine, le fondeur local Glenn Randall prend les commandes de la course sur un rythme soutenu. Il remporte la victoire avec un temps sous la barre des 2 h 10. Le champion 2009 Marc Lauenstein franchit la ligne d'arrivée presque  trois minutes plus tard. Le podium est complété par le premier coureur de l'équipe américaine Rickey Gates. Initialement arrivé quatrième, Tommy Manning, ainsi que d'autres coureurs américains, voit son temps pénalisé pour avoir pris un raccourci. Bien que le vainqueur ne fasse pas partie de l'équipe, les États-Unis remportent le classement par équipes devant l'Angleterre et l'Allemagne.
La course féminine est dominée par la championne nationale 2008 de course en montagne Brandy Erholtz. Victime d'un problème de chaussure en fin de course, elle est presque rattrapée par la coureuse locale Kim Dobson. La Néo-zélandaise Anna Frost remporte à nouveau la médaille de bronze. Les États-Unis remportent également le classement féminin par équipes. Le podium est complété par l'Allemagne et l'Écosse.

### Individuel
| Rang               | Athlète            | Pays       | Temps           |
| ------------------ | ------------------ | ---------- | --------------- |
| Médaille d'or      | Glenn Randall      | États-Unis | 2 h 9 min 28 s  |
| Médaille d'argent  | Marc Lauenstein    | Suisse     | 2 h 12 min 19 s |
| Médaille de bronze | Rickey Gates       | États-Unis | 2 h 16 min 44 s |
| 4                  | Ryan Hafer         | États-Unis | 2 h 20 min 4 s  |
| 5                  | Alex Nichols       | États-Unis | 2 h 20 min 57 s |
| 6                  | Andy Peace         | Angleterre | 2 h 22 min 25 s |
| 7                  | Morgan Donnelly    | Angleterre | 2 h 23 min 5 s  |
| 8                  | Peter Maksimow     | États-Unis | 2 h 26 min 39 s |
| 9                  | Galen Burrell      | États-Unis | 2 h 26 min 55 s |
| 10                 | Miguel Ángel López | Mexique    | 2 h 27 min 52 s |

| Rang               | Athlète            | Pays             | Temps           |
| ------------------ | ------------------ | ---------------- | --------------- |
| Médaille d'or      | Brandy Erholtz     | États-Unis       | 2 h 41 min 38 s |
| Médaille d'argent  | Kim Dobson         | États-Unis       | 2 h 41 min 51 s |
| Médaille de bronze | Anna Frost         | Nouvelle-Zélande | 2 h 42 min 46 s |
| 4                  | Keri Nelson        | États-Unis       | 2 h 46 min 19 s |
| 5                  | Anna Lupton        | Angleterre       | 2 h 46 min 36 s |
| 6                  | Katherine Koski    | États-Unis       | 2 h 46 min 53 s |
| 7                  | Victoria Wilkinson | Angleterre       | 2 h 48 min 46 s |
| 8                  | Ashlee Nelson      | États-Unis       | 4 h 26 min 49 s |
| 9                  | Claire Gordon      | Écosse           | 2 h 53 min 50 s |
| 10                 | Anja Carlsohn      | Allemagne        | 2 h 54 min 33 s |

### Équipes
| Rang               | Pays                                             | Points          |
| ------------------ | ------------------------------------------------ | --------------- |
| Médaille d'or      | États-Unis Rickey Gates Ryan Hafer Tommy Manning | 7 h 8 min 18 s  |
| Médaille d'argent  | Angleterre Andy Peace Morgan Donnelly John Brown | 7 h 18 min 2 s  |
| Médaille de bronze | Allemagne Timo Zeiler Marco Sturm Ulrich Benz    | 7 h 39 min 57 s |

| Rang               | Pays                                                  | Points          |
| ------------------ | ----------------------------------------------------- | --------------- |
| Médaille d'or      | États-Unis Brandy Erholtz Megan Kimmel Lisa Goldsmith | 8 h 41 min 15 s |
| Médaille d'argent  | Allemagne Anja Carlsohn Diane Lehmann Kerstin Straub  | 9 h 2 min 43 s  |
| Médaille de bronze | Écosse Claire Gordon Fiona Maxwell Iona Robertson     | 9 h 31 min 6 s  |